# 蔡元相
蔡元相（16世紀—17世紀），江西廣信府弋陽縣人，明朝政治人物。

## 生平
萬曆四年（1576年），蔡元相中式丙子科江西鄉試舉人，次年（1577年）會試中副榜，授浙江西安知縣，任內聽斷明允，因為供養雙親而致仕，縣民鑄造銅像、建立生祠祭祀他；不久經兩道詔令起復，陞任淮安通判，半年後辭官歸鄉，九十歲去世。

## 引用
1. 1 2  同治《弋陽縣志·卷九·人物志》：蔡元相，萬厯丙子會試，丁丑聯中乙榜，任浙江西安縣知縣，聽斷明允，以養親致仕，民鑄銅像、立生祠祀之；尋兩詔起復，陞淮安通判，半載辭歸，壽九十而卒。 陳志